# Масса (город)
Ма́сса (Massa) — главный город итальянской провинции Масса-Каррара (северо-запад региона Тоскана).

## История
Упомянутый в IX веке как владение лунийского епископа, с 1421 г. служил столицей владений семейства Маласпина. Глава рода с 1568 г. носил титул князя Массы и Каррары, заменённый в 1633 г. герцогским. В 1829 г. герцогство Масса-Каррарское утратило независимость и было передано австрийской ветви дома д’Эсте (подробнее см. Маласпина).

## Экономика
После закрытия крупных предприятий, экономика Массы, как и всего региона, стала опираться на три составляющие: государственное управление, торговля и услуги. Эти «три кита» являются сегодня основой для создания источников доходов местного населения. Отсутствие возможностей для трудоустройства молодых людей в глубинке вызвало приток населения в основные итальянские города. Туристический сектор, развитый в регионе, предоставляет хорошие возможности для ищущих работу, даже если эта работа оказывается сезонной (в основном летний период).

## Достопримечательности
Из памятников старины в городе имеется замок эпохи ренессанса XV века, раннебарочный княжеский дворец и собор.

## Спорт
Посёлок Марина ди Масса множество раз принимал один из этапов велогонки Джиро д’Италия.

## Города-побратимы
- Бад-Киссинген, Германия — с 1960 года
- Вернон, Франция
- Новы-Сонч, Польша — с 2007 года